# Tetraophthalmus terminatus
Tetraophthalmus terminatus is een keversoort uit de familie van de boktorren (Cerambycidae). De wetenschappelijke naam van de soort werd voor het eerst geldig gepubliceerd in 1857 door Pascoe.